# Copa menstrual
Una copa menstrual és un producte de silicona o cautxú per a la higiene femenina al moment de la menstruació, que "recull" el flux hemàtic que desprèn l'úter sense absorbir la flora bacteriana vaginal i que es pot extreure i buidar. Fa uns cinc centímetres de llarg i té una capacitat de trenta mil·lilitres. La part inferior del receptacle de la copa es continua per un petit peu o tija, de llargària personalitzable, per a facilitar-ne l'extracció. En mantenir el fluid menstrual fora de les parets de la vagina i la vulva, i no exposat a l'atmosfera, l'ús de les copes menstruals s'associa amb menys olor/pudor que amb l'ús de tampons o compreses. Per a algunes dones, les copes menstruals són més difícils de posar i treure que els tampons en un primer moment, però com tot, amb la pràctica, les usuàries aviat s'acostumen a la inserció d'una copa menstrual. Sovint calen diversos cicles per aprendre a inserir i retirar la copa de manera eficient.
És recomanable que una dona en tingui almenys dues, per a poder posar-se l'altra mentre renta l'anterior. Les copes menstruals són més rendibles i ecològiques que els tampons, ja que són reutilitzables, i amb un bon ús una copa pot durar cinc anys.

## Història
Encara que existien copes mentruals rudimentàries circulant des de l'any 1867, la copa menstrual es va començar a industrialitzar des de la dècada de 1930. Una primera versió d'una copa en forma de campana menstrual va ser patentada el 1932 per L.J. Goddard Més tard d'altres en van ser patentats el 1935, 1937 i 1950.
Al 1950, poc després d'acabar la Segona Guerra Mundial, les copes es van tornar a fabricar als Estats Units, però es va interrompre per falta de rendibilitat i escassetat de làtex. A més, que les dones d'aquella època opinaven que era massa gran, rígida i pesada.
Al 1987, es va començar a fabricar la copa anomenada The Keeper, de làtex i en dues mides diferents, la petita sent per les dones joves i sense fills. Poc a poc s'ha anat popularitzant, gràcies a la seva resistència, els dissenys millorats, el seu caràcter reutilitzable, que permet un gran estalvi econòmic... En els últims anys, les copes menstruals s'han fet de materials alternatius com ara la silicona mèdica, degut a les possibilitats d'al·lèrgia que podia generar l'ús del làtex.

## Talles

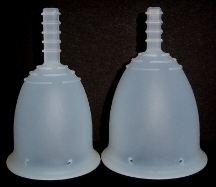
Mida petita (esquerra) i gran (dreta). Es pot retallar la tija

La majoria de les marques tenen una mida petita i una de gran. La mida petita es recomana normalment per dones menors de 30 que no hagin donat a llum vaginalment, o per un flux més lleuger. La mida gran es recomana per a les dones majors de 30 anys, que han donat a llum per via vaginal, o que tenen un flux més abundant. Les copes menstruals amb el diàmetre més petit de mida es recomanen per a les adolescents, així com les dones que estan en millor forma física, com les que tenen els músculs del sòl pelvià forts, llavors podem trobar una tassa gran una mica incòmode. La forma és també important, ja que algunes dones poden preferir una o altra forma per comoditat. A més de la forma i l'amplada, la llargada també s'ha de tenir en compte, per exemple, si el coll uterí d'una dona és particularment baix, pot ser necessari considerar una tassa de longitud més curta. La capacitat és important per a les dones que tenen un flux més abundant. Però, totes les copes menstruals actualment disponibles tenen una major capacitat que un tampó normal.

## Utilització

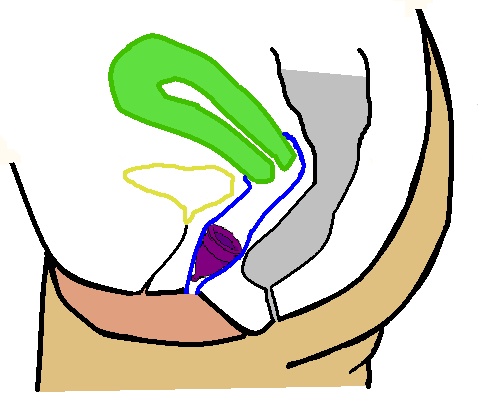
Una copa menstrual correctament inserida a la part baixa de la vagina

La copa menstrual es plega primer, i després s'insereix en la vagina. Llavors es desplega i crea una llum que queda segellada per les parets vaginals. La copa ha de quedar per sota del coll uterí, per tal que el flux pugui ser recollit en la copa. Si s'ha introduït correctament, la copa no presenta fuites ni causa cap molèstia, com un tampó. Aquelles que estan familiaritzades en la inserció d'un tampó sense aplicador aprendran més ràpidament d'inserir una copa, tot i que encara hi ha una corba d'aprenentatge. Si la lubricació fos necessària per a la inserció, ha de ser un lubricant de base aquosa, ja que alguns ingredients d'altres tipus de lubricants poden ser perjudicials per a la silicona de la copa. Després de fins a 12 hores d'ús, cal retirar la copa, per això es palparà la vagina per tal de localitzar la tija de la copa amb la finalitat de trobar el receptacle de la copa. La tija no es pot utilitzar per retirar la copa, ja que estirant-la cap avall es crearà una succió. Per retira-la es pessiga el receptacle de la copa per a alliberar-lo de la paret, i llavors (en no fer ja el buit) es pot treure. Després del buidatge, la copa s'ha d'esbandir o netejar i reinserir. Es pot rentar amb un sabó suau, i esterilitzar en aigua bullent durant uns pocs minuts al final del cicle.

## Seguretat

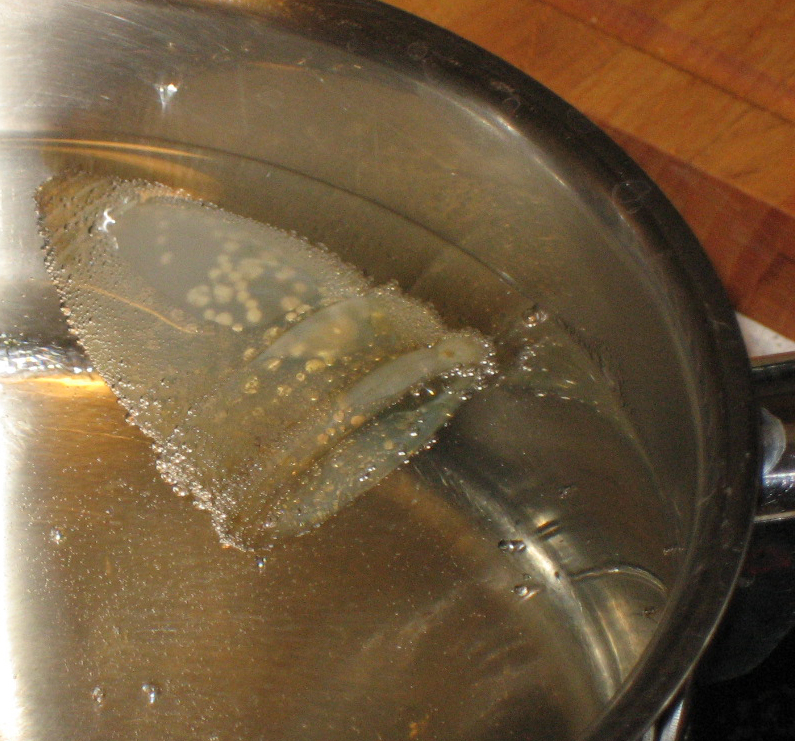
Bullit d'una copa menstrual

Les copes menstruals són segures quan s'usen segons les indicacions i no representen riscos per a la salut. La revista Gynecologic and Obstetric Investigation va assenyalar que les copes menstruals teòricament podrien augmentar la probabilitat d'endometriosi i d'adenomiosi en publicar el cas d'una dona que va desenvolupar els trastorns després de l'ús d'una copa menstrual. Tot i això, la Food and Drug Administration dels EUA es va negar a retirar les copes menstruals del mercat, dient que no hi havia proves suficients i que el risc era merament teòric. El 2011 un assaig controlat aleatori al Canadà va mesurar la presència d'infecció urovaginal en una comparació entre la copa menstrual i l'ús de tampons, i no va trobar cap diferència significativa tant en el diagnòstic mèdic com en els símptomes urovaginals entre els 2 grups. En general, les copes menstruals no afecten significativament a la flora vaginal, incloent els bacteris responsables de la vaginosi bacteriana (incloent les infeccions per fongs) o de les infeccions de les vies urinàries. Algunes dones opten per una copa menstrual perquè no absorbeixen les secrecions vaginals naturals com ho faria un tampó o una esponja. No s'han notificat casos de síndrome de xoc tòxic amb l'ús de les copes menstruals.

## Estudis d'acceptabilitat
Un assaig aleatoritzat el 2011 al Canadà, sobre si les copes menstruals són una alternativa viable als tampons, va trobar que aproximadament el 91% de les dones en el grup de copa menstrual van dir que seguirien utilitzant-la i que la recomanarien a les altres. Però en un assaig clínic previ (1995) amb 51 dones, només 23 de les participants (45%) van trobar que les copes menstruals eren acceptables.